# Konstanty Tadeusz Rdułtowski
Konstanty Rdułtowski (ur. 1804, zm. 1869) – orientalista, tłumacz, marszałek słucki, właściciel majątku Sawejki Jako pierwszy przetłumaczył na język polski fragmenty gruzińskiego poematu Rycerz w tygrysiej skórze.

## Życiorys
Syn Kazimierza, właściciela majątku Snów. Ukończył studia na Uniwersytecie Wileńskim oraz w Instytucie Języków Wschodu w Petersburgu. Z Ludwikiem Spitznaglem planował podróż do Gruzji. Świadczy o tym opublikowany w 1824 roku w „Dzienniku Wileńskim” wiersz Do Konstantego Rdułtowskiego. W „Noworoczniku Litewskim na rok 1831” wydanym w 1830 roku przez Hipolita Klimaszewskiego ukazał się artykuł Rdułtowskiego Szota Ruslaweli–georgijański poeta. Artykuł oprócz informacji o Gruzji zawierał streszczenie poematu Szoty Rustawelego, a rozważania o „oryginalnej poetyce dzieła” zawierały tłumaczenia dwóch obszernych fragmentów tekstu. Rdutłowski przetłumaczył prolog i list Nestan–Dareżan używając wierszy o różnej długości „od 13–zgłoskowca po 26–zgłoskowiec”. Tytuł utworu  został przetłumaczony jako Lampartoskóry. Była to pierwsza próba przetłumaczenia słynnego gruzińskiego poematu na język obcy, a zarazem pierwsza na język polski. W 1833 roku po przełożeniu na język rosyjski przez  P. Dubrowskiego artykuł ukazał się w czasopiśmie „Moskowskij Tieleskop”, co sprawiło, że poezją Rustawelego zainteresowali się Rosjanie. Przedrukowało go również wydawane później w Tbilisi gruzińskie pismo Ciskari w tłumaczeniu Iwana Kereselidze. Długo nie znaliśmy nazwiska tłumacza ponieważ artykuł został podpisany kryptonimem K.R-dt. Rozszyfrował je pod koniec lat sześćdziesiątych XX wieku Wacław Kubacki.
W 1835 roku Konstanty ożenił się z Walerią Niezabitowską. We wianie otrzymała ona majątek Sawejki, chociaż z niektóre źródła podają, że Rdułtowski kupił majątek od teścia. Jako ziemianin został wybrany przez szlachtę na marszałka słuckiego.